# Municipio de San Juan Tecuaco
Municipio de San Juan Tecuaco är en kommun i Guatemala.   Den ligger i departementet Departamento de Santa Rosa, i den södra delen av landet, 70 km söder om huvudstaden Guatemala City.